# Edelsitz Breitenfelden

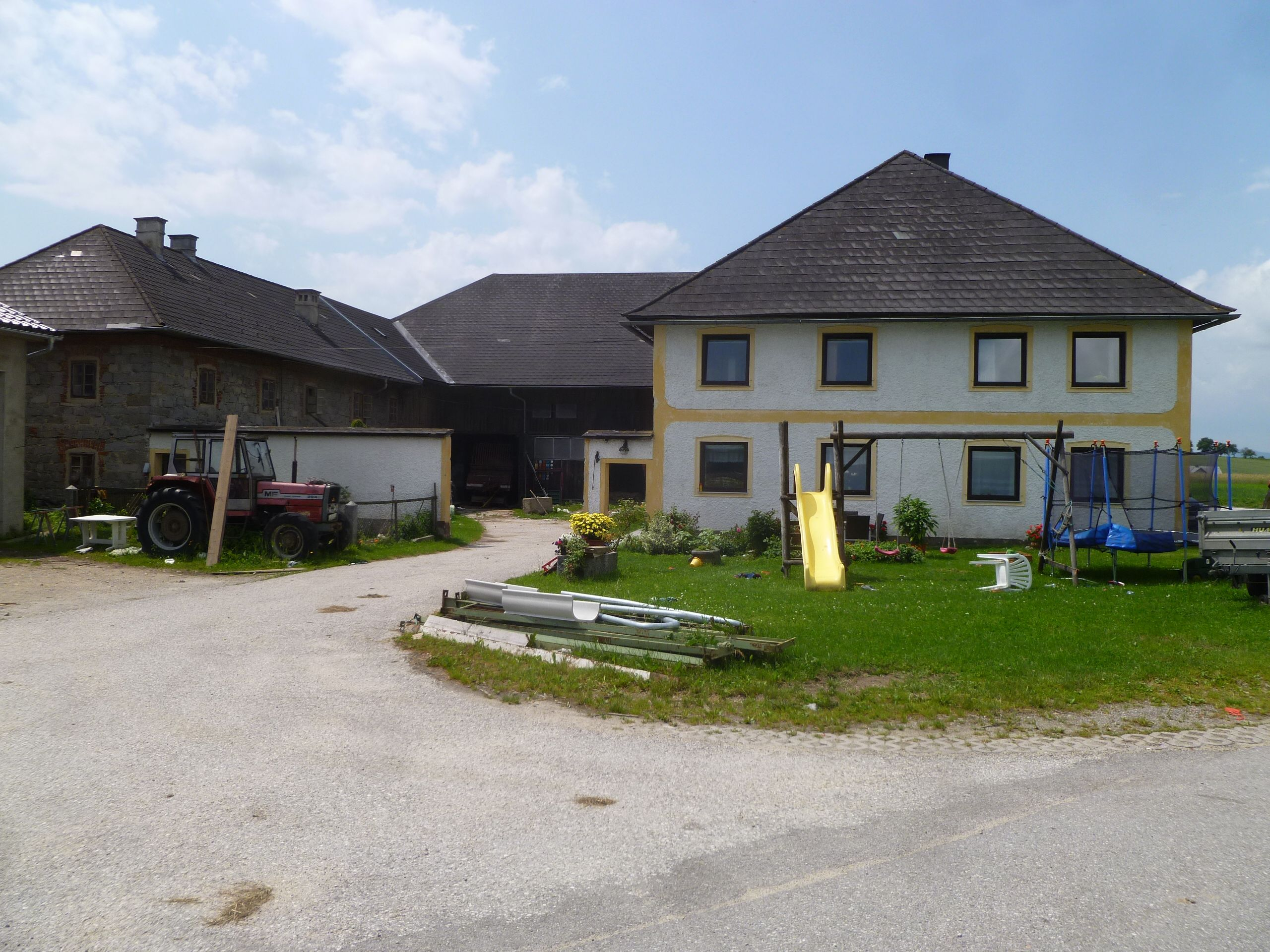
Bauernhof Breitenfellner

Der Edelsitz Breitenfelden liegt in der Gemeinde Kleinzell im Mühlkreis im Bezirk Rohrbach von Oberösterreich (Zaun 1). 
An der Stelle des Edelsitzes Breitenfelden liegt heute der Bauernhof Breitenfellner in Kleinzell. Unter Christoph von Schallenberg († 1542) wurde der Gerichtssitz von der Burg Schallenberg an das zentraler gelegene Schallenberger Hofamt in Breitenfelden (Praidtenfelderhof) vorgenommen. Dieses wurde 1616 zum Amtshaus Preitenfelden der Schallenberger. 1770 wird es zu einem adeligen Freisitz erhoben. Heute ist Breitenfelden wieder ein  Bauernhof.